# Atletico Belvedere
L'Associazione Sportiva Dilettantistica Atletico Belvedere è stata una squadra italiana di Calcio a 5 con sede a Belvedere Marittimo. Nell'estate del 2015 ha assunto la denominazione Cosenza Futsal ma dopo appena due mesi la società ha annunciato la cessazione dell'attività agonistica con decorrenza immediata.

## Storia
La società è stata fondata nel 2008 a Belvedere Marittimo come "Atletico Belvedere" e solamente nel 2015 ha assunto la denominazione "Cosenza Futsal" con l'intenzione di rappresentare il capoluogo provinciale. Nella stagione 2014-2015 l'Atletico Belvedere riesce ad ottenere la promozione in Serie A, classificandosi prima nel girone B di Serie A2. Nella seconda giornata di Serie A, riesce ad ottenere la sua prima vittoria storica nella massima serie, nel match contro il Montesilvano gara conclusa per 3-6. Nell'accettare le dimissioni irrevocabili del presidente Luca Donato e rappresentante legale, in data 12 ottobre 2015 il Futsal Cosenza ha deciso la cessazione dell'attività agonistica con decorrenza immediata. Poiché l'esclusione è intervenuta durante il girone di andata, tutte le gare disputate dalla società non hanno alcun valore ai fini della classifica. Alla società è stata inoltre comminato il massimo della sanzione editale (30.000,00 euro), avendo recato grave pregiudizio allo svolgimento dell'intera manifestazione.

## Statistiche e record
| Livello | Categoria | Partecipazioni | Debutto   | Ultima stagione |
| ------- | --------- | -------------- | --------- | --------------- |
| 1°      | Serie A   | 1              | 2015-2016 | 2015-2016       |
| 2°      | Serie A2  | 1              | 2014-2015 | 2014-2015       |
| 3°      | Serie B   | 1              | 2013-2014 | 2013-2014       |
| 4º      | Serie C1  | 1              | 2012-2013 | 2012-2013       |
| 5º      | Serie C2  | 1              | 2011-2012 | 2011-2012       |
| 6º      | Serie D   | 3              | 2008-2009 | 2010-2011       |

## Palmarès
- Campionato di Serie A2: 1
2014-2015 (girone B)
- Campionato di Serie B: 1
2013-2014 (girone F)